# Karperö
Karperö är en by i Korsholm i Finland. Den är belägen vid Karperöfjärden, Korsholms största insjö, cirka 10 kilometer från Vasa.
I Karperö finns danspaviljongen Carpella som är en av Österbottens största festplatser. Karperö har även Norra Korsholms skola för klasserna 1-6 samt daghem.

## Etymologi
Namnet Karperö härleds från tyska garp (även garper), som under medeltiden var en något nedsättande benämning för handelsmän. Det finska karppi återfinns i närliggande Lillkyro, och där hittas också hemmanet Karppi. Namnet för Karps hemman i Karperö är endast en svensk variation av det tyska ursprunget. Byn Karperö anses ha tyskt ursprung, hänvisande till Beijars hemman 
 vars tidigaste husbonde var Matz Beijar (1606). Beijar i sin tur hänvisar till Bajern.

## Kända personer från Karperö
- Göran Beijar
- Harry Järv
- Robert Häggblom

## Sevärdheter
- Lyftstenen vid ungdomslokalen